# Saint-Amandin
Saint-Amandin är en kommun i departementet Cantal i regionen Auvergne-Rhône-Alpes i mitten av Frankrike. Kommunen ligger  i kantonen Condat som ligger i arrondissementet Saint-Flour. År 2022 hade Saint-Amandin 227 invånare.

## Befolkningsutveckling
Antalet invånare i kommunen Saint-Amandin
Referens:INSEE